# Chesneya tribuloides
Chesneya tribuloides là một loài thực vật có hoa trong họ Đậu. Loài này được Nevski miêu tả khoa học đầu tiên.